# Elias Carr

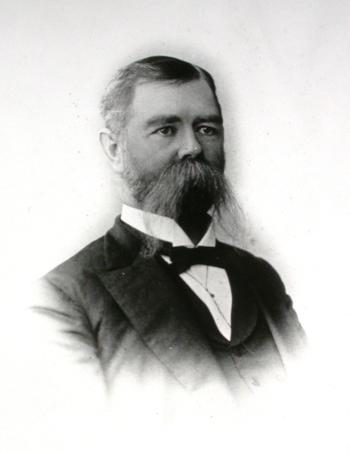
Elias Carr

Elias Carr (* 25. Februar 1839 in Edgecombe County, North Carolina; † 22. Juli 1900 ebenda) war der 48. Gouverneur von North Carolina.

## Jugend und politischer Aufstieg
Elias Carr besuchte die Oaks School und die University of Virginia. Nach seiner Teilnahme am Amerikanischen Bürgerkrieg wurde er Farmer und sehr bald ein politischer Fürsprecher für die Interessen der Landwirtschaft. Im Jahr 1887 nahm er an einer Versammlung der Farmer von North Carolina teil (State Farmers Convention). Bereits 1886 war er Delegierter auf einem bundesweiten Kongress der amerikanischen Farmer.

## Gouverneur von North Carolina
Als Mitglied der Demokratischen Partei wurde er im Jahr 1892 für das Amt des Gouverneurs nominiert. Es gelang ihm, die Wahlen zu gewinnen. Seine vierjährige Amtszeit begann am 18. Januar 1893 und endete am 12. Januar 1897. In dieser Zeit wurde das Budget für die staatlichen Universitäten erhöht. Eine Gefängnisreform wurde eingeleitet und das Straßennetz des Landes wurde weiter ausgebaut.

## Lebensabend
Nach dem Ende seiner Amtszeit zog Carr sich aus der Politik zurück, blieb aber der Landwirtschaft und deren Problemen und Interessen verbunden. Er starb am 22. Juli 1900. Er war mit Elenor Kearney verheiratet, mit der er sechs Kinder hatte.